# Ісмі-Хан
Ісмі-Ха́н (крим. İsmi Han Cami) — зруйнована мечеть у Бахчисараї (Крим). Зведена імовірно в XVI—XVIII століттях на пожертвування Ісміхан — племінниці одного з кримських ханів. Мечеть дістала її ім'я — Ісміхан-Джамі. У реєстрах XVII ст. згадується парафія цієї мечеті — «Ісмі-хан-кадин-маале». Розташована на одній із міських вулиць будівля стоїть на крутому гірському схилі, на міцно вирівняних підвалинах.
При оформленні зовнішньої частини мечеті використовувалися елементи бароко, за іншою версією — класицизму. Відмітними її рисами є візерунки у вигляді Зірки Давида в отворах споруди, розташованих у верхній його частині, і споруджені з дерев'яних рейок. Ці гексаграми також побутують в ісламській архітектурі під назвами «печаток Сулеймана».
У 1930-ті рр. Ісміхан-Джамі була закрита для вірян, після чого протягом тривалого періоду на її території розташовувався склад; сама ж будівля занепадала.. Рішенням Кримського облвиконкому № 164 від 15 квітня 1986 року спорудження присвоєно статус об'єкта культурної спадщини місцевого значення.
У 2004 р. Бахчисарайський історико-культурний заповідник відновив зруйновану покрівлю Ісміхан-Джамі. На початку XXI ст. планувалося провести роботи з реставрації мечеті, однак вони досі не були проведені: будівля досі гостро потребує термінового ремонту та реставрації. За часів російської окупації Криму споруді мечеті було надано статус «об'єкта культурної спадщини Росії».